# يوهان فيلهلم ينمان
يوهان فيلهلم ينمان (بالألمانية: Johann Wilhelm Weinmann)‏ (و. 1683 – 1741 م) هو عالم نبات من الإمبراطورية الرومانية المقدسة . ولد في غراده لغن.
توفي في ريغنسبورغ ، عن عمر يناهز 58 عاماً.